# Ivan Iakovlevitch Barch
Pour les articles homonymes, voir Barch.
Pour les autres membres de la famille, voir famille Barch.
Ivan Iakovlevitch Barch (en russe : Иван Яковлевич Барш), né en 1728 dans la province de Vologda et mort le 2 janvier 1806 dans la province de Vologda, est un amiral russe. Il prit part à deux conflits : la Guerre russo-turque de 1768-1774 et la Guerre russo-suédoise de 1788-1790.

## Famille
Ivan Barch est le fils du vice-amiral Iakov Savvitch Barch, contemporain de Pierre Ier de Russie et commandant de la flotte de la Baltique (1751-1754).

## Descendance
Ses fils :
- Nikolaï Ivanovitch Barch : (?-1816) servit également dans la Marine impériale de Russie, en outre il fut gouverneur civil de Vologda ;
- Ivan Ivanovitch Barch : servit dans la cavalerie impériale de Russie.

## Biographie
En 1736, Ivan Iakovlevitch Barch commença sa carrière comme volontaire dans la Marine impériale de Russie dans la flotte de la Baltique, en 1746. Il obtint le grade de lieutenant de marine. Excellent officier, il gravit rapidement les échelons, il fut promu capitaine, exerça le commandement sur des navires en mer Baltique, notamment dans les années 1752-1754, sur la frégate Saint-Jacob (Св. Яков). Le 21 mars 1757, il étudia au Corps naval des cadets de Saint-Pétersbourg (fondé le 14 janvier 1701) et le 21 janvier 1758, il sortit diplômé au grade de capitaine-lieutenant de marine.
Dans les années 1765-1767, il commanda à bord des navires Sainte Catherine (Св Екатерина), le Tver (Тверь) et les Trois Saints (Tri Sviatitelia - Три Святителя). Le 29 janvier 1769, il reçut le commandement de la 1re escadre de la division navale, mais cette fonction fut de courte durée. Il navigua en Méditerranée dans une escadre placée sous le commandement de Spiridov. Au sein de cette flotte, Barch il commanda le Sviatoslav (Святослав), mais, blessé, il revint à Copenhague. À Revel, il fut affecté à l'escadre de John Elfinston. En 1769 de la Baltique il se rendit en Méditerranée. Au cours de l'hiver 1769, il prit le commandement à Portsmouth du Saratov (Саратов) et avec la même escadre il atteignit la mer Égée. En 1770, il prit part à un combat naval inégal au large de Naples avec la flotte turque et parvint à mettre en fuite les forces navales turques, le 1er août 1771. Il fut récompensé de cet acte en recevant l'Ordre de Saint-Georges (4e classe).
Devenu sous-lieutenant, Barch participa les 5 juillet et 7 juillet 1770 à la bataille de Navarin. À son retour à Saint-Pétersbourg, le commandement du Saint Panteleïmon (Св. Пантелеймон) lui fut confié.
En 1773, il fut élevé au grade de contre-amiral et servit en mer Baltique. En 1774, il commanda un escadron à Revel. En 1788, il fut promu vice-amiral et nommé commandant en chef du port d'Arkhangelsk.
Au cours de la Guerre russo-suédoise (1788-1790), il patrouilla  en mer Blanche afin de défendre l'estuaire de la Dvina septentrionale, avec des croiseurs et des canonnières.

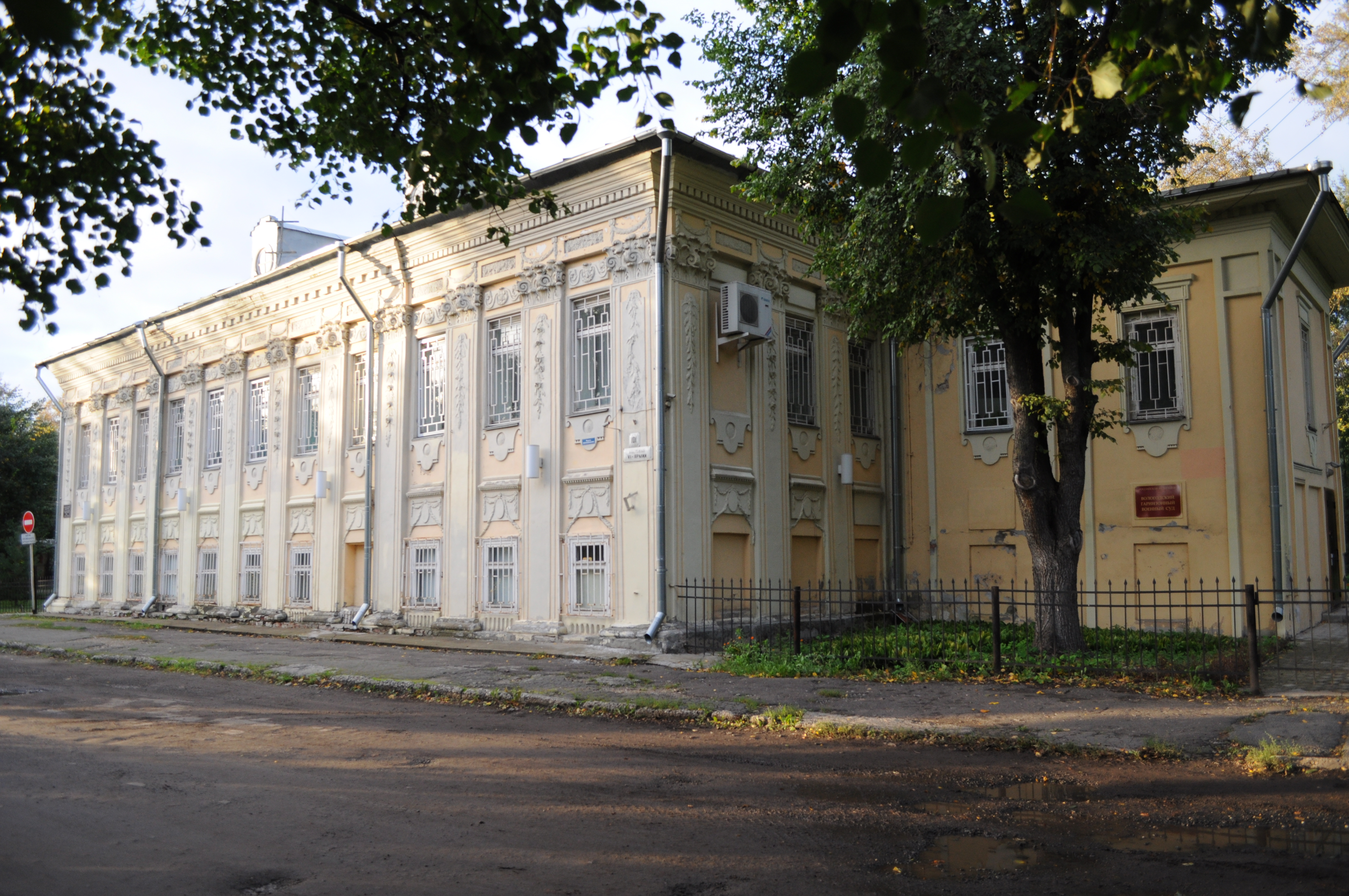
Maison de l'amiral Barch à Vologda.

En 1743, Ivan Iakovlevitch Barch fut promu amiral de la Marine impériale de Russie. Le 30 septembre 1907[Quoi ?], il fut démis de ses fonctions de la marine impériale. Il demeurait à Vologda dans son hôtel particulier, la maison Barch.

## Décès et inhumation
Ivan Iakovlevitch Barch mourut le 2 janvier 1806 dans la province de Vologda et fut inhumé dans le monastère de Vologda dans la province de Vologda.

## Distinctions
- 1er août 1771 : Ordre de Saint-Georges (4e classe) ;
- Ordre de Saint-Alexandre Nevski
- Ordre de Sainte-Anne
- Ordre de Saint-Vladimir

## Sources
- (ru) Cet article est partiellement ou en totalité issu de l’article de Wikipédia en russe intitulé « Барш, Иван Яковлевич » (voir la liste des auteurs).